# Las Güixas
Les Güixas ou casa de las brujas (la  maison des sorcières) est un des trente abris ou cavités répertoriés dans la commune de Villanúa dans la province de Huesca en Espagne. C'est la seule grotte pouvant être visitée de la localité et d'un des paysages spéléologiques exceptionnels des Pyrénées aragonaises. Bien que le nom semble faire référence aux sorcières et que la tradition orale de la localité, transcrite dans la mythologie basque, parle d'akelarres se pratiquant dans ces lieux, d'autres théories le mettent pourtant en rapport avec le mot guixa ou guija (haricot) car dans les alentours de ces grottes on se consacrait à la culture de ce légume.

## Géologie
Ces grottes se trouvent dans le système karstique du pic Collarada culminant à 2 886 m et composé de calcaire. Elle trouve son origine dans le Quaternaire (glaciation de Würm) entre 25 et 30 000 ans.
L'eau provenant surtout du régime nival du pic Collarada, fait qu'elle a une action érosive constante dans l'existence d'une rivière interne qui l'inonde dans les périodes de grosses précipitations.
Dans le parcours guidé et illuminé de 800 m et lors de la visite, il faut surtout souligner, deux formations géologiques, la salle de la Cathédrale qui atteint 16 m de hauteur et la Cheminée ou Doline où le plafond permet l'entrée de l'air et de la lumière naturelle.

## Archéologie
Les Güixas se situant près du Chemin de St. Jacques et l'ancien Summo Porto (Somport) romain, celles-ci ont toujours été connues. Ceci est confirmé par les campagnes archéologiques qui sont développées durant les dernières années.
Les premiers vestiges (céramique, fragment de Meule à grains…), indiquent qu'elles étaient déjà habitées dans le néolithique (3000 av. J.-C.), ce qui correspond aux restes mégalithiques qui se trouvent dans les alentours et qui ont été maintenus, en outre, habités comme refuge jusqu'au IVe siècle. Dans la campagne de 2004 on a trouvé une monnaie romaine frappée à cette période, à Milan et où apparaît le buste de Flavius Arcadius sur l'envers et l'empereur debout sur le revers, (déposée dans le Musée Provincial de Huesca).
Depuis le XVe siècle et jusqu'au XIXe les histoires et la tradition orale parlent de leur utilisation par les sorcières dans des akelarres qui auraient eu lieu dans la zone de la Doline ou Cheminée.
Elles seront utilisées plus tard comme refuge dans les Guerres Carlistes puis lors de la Guerre Civile.

## Spéléologie
Ces grottes, comme les autres de la localité, ont été fouillées par de nombreux spéléologues pour étudier leurs innombrables galeries. Celles-ci ont la particularité d'être en partie inondées, ce qui nécessite des techniques de plongée professionnelle pour explorer une partie de leur parcours. 

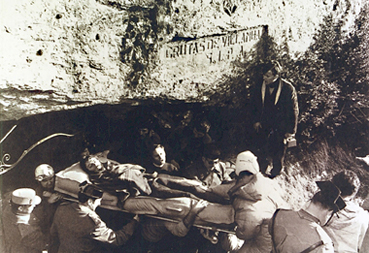
sauvetage dans les grottes de Villanúa

L'accident le plus grave de ces dernières s'est produit le 7 avril 1972, Jean Pierre Vilmint et Serge Viaud (survivant) franchissent deux siphons de 5 et 75 m de longueur, pour atteindre une galerie aérienne dans l'extrémité de laquelle se trouve une cascade alimentée par la rivière. Au retour, la corde se coince dans une courbe sous une projection (piège), entrainant une perte temps et les oblige à retourner à la galerie de la cascade, où Viaud sera réanimé. Son scaphandre est resté dans le siphon. Vilmint décide de plonger de nouveau, de récupérer le scaphandre de son compagnon et d'aller demander de l'aide à l'extérieur. Il décède dans la tentative. Viaud reste en vie, très affaibli, pendant 54 heures, attendant de l'aide extérieure. Plusieurs équipes françaises expérimentées localisent le corps de Vilmint et, avec de grandes difficultés, arrivent à l'extraire du siphon, considérant le sauvetage terminé car n'ayant pas trouvé d'autre victime. Les catalans Petit, Figueras et Laquais, du GET localisent Viaud, arrivent à le réanimer et le sortent à l'extérieur à travers les siphons.

## Tourisme
Les grottes ont été illuminées et ouvertes au public pour la première fois le 16 septembre 1929 grâce à l'élan du SIPA (Société Initiatives et Progrès Aragonais), qui créé un capital social pour son fonctionnement. Cette même année le Patronat de Tourisme a accordé 5 000 pesetas pour l'illumination intérieure.
La Guerre Civile a provoqué sa première fermeture, le 21 juillet 1936 et en septembre on a démonté toute l'installation électrique pour son utilisation dans les tranchées du front de Biescas. Jusqu'en 1945 on a transformé un des logements en Villanúa  appelés « Batallones de Castigo » (« Bataillons de Punis » composés par des prisonniers du régime), qui se sont occupés de la construction des bunkers, qui existent encore aujourd'hui dans toute la vallée, pour prévenir une possible invasion du Maquis depuis la France.
En 1945 on reprend les visites guidées sans lumière jusqu'à ce qu'en 1984 on les fermes pour le seconde fois pour éviter de possibles accidents.
1995, commencent le début de nouveaux travaux d'illumination par la Mairie de Villanúa, qui réussira leur réouverture au public en 1996. Actuellement plus de 20 000 personnes visitent les grottes chaque année, se transformant comme principale attraction touristique de Villanúa.
À l'intérieur il existe en outre une colonie de quelque 500 chauve-souris protégées et soumises à étude ainsi que des espèces végétales qui se sont développées grâce à la lumière naturelle de la cheminée.
Le 9 juillet 2009 on a ouvert un centre d'interprétation des Grottes des Güixas, appelée "Subterranea" (Souterraine), qui donne aux visiteurs une meilleure connaissance de ces dernières. On y trouve aussi ici l'Office de tourisme de la localité.